# 伊藤千咲美
伊藤 千咲美（いとう ちさみ、1995年5月3日 - ）は、日本の女性歌手、ダンサー。女性アイドルグループ・GEMの元メンバーであり、ボーカル&パフォーマンスユニット「BlooDye」の元メンバーである。
愛知県出身。HIDL所属。血液型はO型。チームしゃちほこに所属していた伊藤千由李は妹。

## 略歴
2012年5月19日、『avexアイドルオーディション2012』の最終選考に合格し、iDOL Streetのデビュー候補生であるストリート生に3期生として加入。同年6月12日、『SUPER☆GiRLS生誕2周年記念SP & アイドルストリートカーニバル2012』でストリート生内のチームw-Street NAGOYAメンバーとして初お披露目された。
2013年4月1日、全国ストリート生ステージバトル『ストリーーーーーグ』の優勝公演で、iDOL Street第3弾グループGEMのスターティングメンバーに選ばれる。同年6月11日に開催された『SUPER☆GiRLS生誕3周年記念SP アイドルストリートカーニバル 日本武道館 〜超絶少女たちの挑戦2013〜』でGEMの正式メンバーに選ばれた。
2015年7月6日、パフォーマンス向上の為に活動を休止、同年10月1日に活動を再開した。
2017年5月6日、DIAMOND HALLにて、GEMとチームしゃちほこの伊藤千由李が初のコラボレーション出演を果たし、ストリート生時代から歌ってきた「きっと For You!」を姉妹で歌唱披露した。また2017年7月14日、テレビ東京系アニメ『妖怪ウォッチ』の新エンディングテーマ曲を歌唱するユニット妖ベックス連合軍に選抜されたことが発表された。GEMはその後、7枚のシングルと1枚のアルバムを発表し、2018年3月31日をもって解散した。
2018年4月8日、東海地区選抜アイドルユニット7☆3（シチサン）に専属メンバーとして加入することが発表され、同29日開催の『I-DREAM MUSIC FESTIVAL 7☆3 G.Wスペシャル！』で初お披露目された。2019年6月10日には、ボーカル&パフォーマンスユニットBlooDye（ブラッディー）の結成が発表され、そのメンバーとして加入することを発表した。しばらくの間は7☆3とBlooDyeを兼任したが、BlooDyeの活動に専念するために同年9月29日をもって7☆3を卒業した。
2020年8月18日を以てBlooDyeを卒業。
2021年5月3日、自身のSNSにて結婚を発表した。
同年8月15日、自身のSNSにて第一子を出産した事を発表した。
2023年6月24日、自身のSNSにて第二子を妊娠した事を発表した。同年9月24日、自身のSNSにて第二子を出産した事を発表した。

## 人物
- GEM時代のMy GEM[注 2]は、パール(クリーム色)。愛称は「ちさるん」だった。
- 趣味は、写真撮影、旅行。特技は、中島美嘉の歌モノマネ、ミュージカルカメラマン。
- 好きな食べ物は、タピオカミルクティー、チーズ、トマト。嫌いな食べ物は、ぎんなん、グリーンピース、ピクルス。
- ハロー!プロジェクトが大好きで、特にアンジュルムのファンである。
- 名前の由来は、「千本の美しいお花が咲いたような人生を送れますように」という思いが込められて付けられた。
- 第4回 全日本アニソングランプリのファイナリストである。
- 将来の夢は、ミュージカル女優、姉妹デビュー。

## 作品

### 参加作品
- ハロ・クリダンス（2017年9月27日、「妖ベックス連合軍」名義） - アニメ「妖怪ウォッチ」エンディングテーマ曲

## 出演

### テレビ

#### テレビドラマ
- 超絶☆絶叫ランド（2013年7月17日・24日、CBC・TBS系列） - 第1話・第2話

#### その他のテレビ番組
- 全力坂（2017年2月1日、EX）

### ラジオ
- GEM伊藤千咲美&西田ひらりのちさひらcafe（2016年10月7日 - 2018年3月29日、ラジオ日本）- メインパーソナリティ
- Stagerアイドルベストテン！（2018年4月 - 2019年3月30日、CBCラジオ） - メインパーソナリティー
- BlooDyeLine supported by Simeji（2020年1月4日 - 3月28日、CBCラジオ） - 3か月限定・パーソナリティー[15]

### ライブ・イベント
- 伊藤千由李生誕記念2shot会（2014年1月24日、HMV栄）
- チームしゃちほこ年末大感謝祭ソロライブ6days＜伊藤千由李＞「SEKAI NO CHIYURI〜ちゆりとサンタのカーニバル〜」（2015年12月17日、Electric Lady Land）
- 伊藤千由李生誕イベント「☆ちゆのバースデーパーティー☆《Lastteen fighteen!》」（2017年1月24日、DIAMOND HALL）
- HAPPY Chisami Ito BIRTHDAY!（2018年5月6日、THE BOTTOM LINE）
- TOKYO MX presents HIDL 5TH ANNIVERSARY LIVE CIRCUIT「HI-STANDING」（2018年11月2日、ROCKTOWN/7日、NAGOYA ReNY limited/28日、白金高輪SELENE b2） - ソロ歌唱出演
- I-DREAM MUSIC FESTIVAL × TOKYO MXこれからフェス! COUNTDOWN SPECIAL!（2018年12月31日、NAGOYA ReNY limited） - MC・ソロ歌唱出演
- アイドル甲子園 SPRING FESTIVAL2019（2019年3月24日、STUDIO COAST） - ソロ歌唱出演
- Happy Birthday to Chisami Ito! Party（2019年5月7日、NAGOYA ReNY limited）
- 濱口優 presents「DAMではじけろ！表参道カラオケ大宴会」（表参道GROUND） - ソロ歌唱出演
  - vol.1（2019年5月22日）
  - vol.3（2019年7月30日）
  - vol.5（2019年11月20日）
- I-DREAM濱DA夏まつり（2019年7月28日、NAGOYA ReNY limited） - ソロ歌唱出演
- 7☆3 1st Stage Final Live（2020年1月25日、THE BOTTOM LINE） - ゲスト出演
- 伊藤千咲美1stワンマンライブ〜blossom〜（2020年12月12日、TSUTAYA O-Crest）[16]
- Another self Vol.5（2022年3月26日、ROCK CAFE LOFT is your room）
- SUPER☆GiRLS「金澤有希 プロデュース公演 "ありがとう 〜これが私のアイスト道〜"」（2022年10月10日、duo MUSIC EXCHANGE）

### 舞台
- 劇団四季『ライオン・キング』名古屋公演（2005年7月3日 - 2006年1月9日、新名古屋ミュージカル劇場） - ヤングナラ 役
- 劇団ひまわり『家なき子』名古屋公演（2006年3月4日・5日、アートピアホール） - 妹と共に出演[17]
- GIRL'S DREAM PROJECT ミュージカル『POWER OF DREAM』（2018年8月1日 - 9月2日、NDP STUDIO） - ハツ子 役
- SOLID STAR プロデュースvol.17『ハッピーマーケット!!』（2019年6月19日 - 23日、全労済ホール／スペース・ゼロ）[18]
- 劇団未来stage主催公演『希望のシンフォニー』（2020年7月18日・19日、新宿角座） - ゲスト出演
- 『絵本ノ森』（2024年11月30日、大塚ドリームシアター）